# Crystal Viper
Crystal Viper é uma banda de Heavy/power metal formada em Katowice (Polônia) em 2003, pela vocalista Marta Gabriel.

## História
A banda foi formada em 2003, pela vocalista Marta Gabriel e seu marido Marty (Bart Gabriel). Seu primeiro show aconteceu em Chorzów, março de 2004, quando a banda era composta por Marta Gabriel (vocal), Janusz Domagala (guitarra), Paul Szkołut (guitarra), Marcin Gwoździk (bateria) e Mark Mrzyczek (baixo).
Em 2006, ele formaram uma banda oficial que contava com os seguintes membros: guitarrista Luke "Andy Wave" Halczuch, o baixista Thomas "Tommy Roxx" Targosz e o baterista Thomas "Golem" Danczak, que se juntaram à banda para a gravação do seu álbum de estreia. As gravações começaram no final de 2006. Em 25 de fevereiro de 2007 foi lançado seu álbum de estreia intitulado The Curse of Crystal Viper, pelo selo alemão de música Karthago Records. O álbum recebeu diversas criticas positivas, sendo escolhido o melhor álbum do ano por diversas revistas e sites de hevy metal. Depois de gravar o álbum, Thomas "Tommy Roxx" Targosz deixou a banda, e acabou sendo substituído por Dee Tecla. Em 2008 eles lançaram uma compilação, The Last Axeman, contando com os seguintes membros: guitarristas Peter Brzychcy e Vicky Vick, e o baixista Dee Key, que, porém, nunca tiveram o status de membros da banda.
Em 1º de fevereiro de 2009 eles lançaram seu segundo álbum, chamado Metal Nation. O álbum teve várias participações especiais, dentre os convidados o guitarrista Manni Schmidt (ex-Grave Digger e Rage, participou na canção "1428"), Lars Ramcke da banda X-Wild (participou na canção "Her Crimson Tears") e Lars Ramcke da banda Stormwarrior (na faixa "Legions of Truth"). O álbum foi mixado no estúdio Sonic Train Studios, em Varberg, Suécia, cidade de origem do guitarrista Andy LaRocque. A arte da capa foi elaborada por Chris Moyen, conhecido por seu trabalho com várias bandas de heavy metal.
Em 2010, a banda assinou com a gravadora alemã AFM Records, que lançou seu primeiro álbum ao vivo chamado Defenders of the Magic Circle: Live in Germany. O álbum registra uma performance ao vivo realizada durante o Magic Circle Festival de Lorelei, na Alemanha. Em 22 de outubro de 2010 a banda lança seu terceiro álbum de estúdio, Legends. O álbum recebeu diversas criticas positivas.

## Integrantes
- Marta Gabriel	- Vocal, Guitarrra
- Andy Wave - guitarra solo
- Tom Woryna - baixo
- Tomasz Dańczak - bateria

### Ex-Integrantes
Guitarra :
- Janusz Domagała
- Paweł Szkołut
- Paweł Szczubiał
- Adam Kowalczyk
- Vicky Vick
- Pete Raven
- Rafał Górny
- Mateusz Gajdzik

Baixo:
- Marek Mrzyczek
- Michał Syganiec
- Tomek Stanicki
- Tomasz Targosz
- Dee Key

bateria:
- Marcin Gwoździk
- Andrzej Kędziorek
- Maciek Sobieski
- Mariusz Pawłowski

## Discografia

### Álbuns de estúdio
- The Curse of Crystal Viper (2007)
- Metal Nation (2009)
- Defenders of the Magic Circle: Live in Germany (2010)
- Legends (2010)
- Crimen Excepta (2012)
- Possession (2013)

Singles
- The Wolf and the Witch (2009)
- Stronghold (2009)
- Neverending Fire (2010)
- Witch's Mark (2012)
- The Witch is Back (2016)
- At The Edge of Time (2018)
- Still Alive (2019)
- Bright Lights (2019)
- The Cult (2020)
- In The Haunted Chapel (2023)
- Fever of The Gods (2024)
- The Silver Key (2024)

Compilações
- The Last Axeman (2008)
- Sleeping Swords (2009)